# Charcas
Charcas is een provincie in het noorden van het departement Potosí in Bolivia.

## Geografie
De provincie is een van de zestien provincies in het departement en ligt tussen 17° 57' en 18° 36' zuiderbreedte en tussen 65° 21' en 66° 19' westerlengte. De provincie is 2964 km², ongeveer even groot als de provincie Friesland. Charcas grenst aan de provincies Bernardino Bilbao (noorden), Alonso de Ibáñez (noordwesten), Rafael Bustillo (zuidwesten) en Chayanta (zuiden) en aan het departement Cochabamba in het oosten. De provincie is ca. 125 km van oost naar west en 100 km van noord naar zuid.

## Demografie
Charcas telt 41.214 inwoners (2012). Hoofdstad en grootste stad in de provincie is San Pedro de Buena Vista met 1600 inwoners.

## Bestuurlijke indeling
Charcas is verdeeld in twee gemeenten:
- San Pedro de Buena Vista
- Toro Toro

Alonso de Ibáñez · 
Antonio Quijarro · 
Bernardino Bilbao · 
Charcas · 
Chayanta · 
Cornelio Saavedra · 
Daniel Campos · 
Enrique Baldivieso · 
José María Linares · 
Modesto Omiste · 
Nor Chichas · 
Nor Lípez · 
Rafael Bustillo · 
Sud Chichas · 
Sud Lípez · 
Tomás Frías